# Шевченково (Великописаревский район)
Шевче́нково, до ВОВ Шевче́нко (укр. Шевченкове) — село,
Дмитровский сельский совет,
Великописаревский район,
Сумская область,
Украина.
Код КОАТУУ — 5921281305. Население по переписи 2001 года составляло 177 человек.

## Географическое положение
Село Шевченково находится на берегу реки Братеница (в основном на левом),
выше по течению примыкает село Ивано-Шейчино (Богодуховский район),
ниже по течению примыкает село Дмитровка (Великописаревский район).
На реке имеется большая запруда.

## История
- ? — дата основания.

## Название
В 1920-х — начале 1930-х годов в области прошла «волна» переименований значительной части населённых пунктов, в «революционные» названия — в честь Октябрьской революции, пролетариата, сов. власти, Кр. армии, социализма, Сов. Украины, деятелей «демократического и революционного движения» (Т. Шевченко, Г. Петровского) и новых праздников (1 мая и других) Это приводило к путанице, так как рядом могли оказаться сёла с одинаковыми новыми названиями — например, Первое, Второе и просто Шевченково.

## Экономика
- Молочно-товарная ферма, машинно-тракторные мастерские были при СССР в селе.